# Giampiero Pastore
Giampiero Pastore (* 7. Mai 1976 in Salerno) ist ein italienischer Säbelfechter.

## Erfolge
Giampiero Pastore errang er bei den Europameisterschaft 1998 in Plowdiw Silber mit der italienischen Säbel-Mannschaft,
1999 bei der Europameisterschaften in Bozen wurde es Bronze.
Bei seiner Teilnahme an den Olympischen Spielen 2000 in Sydney belegte er mit der Mannschaft den achten Platz.
2002 gewann Pastore bei den Weltmeisterschaften in Lissabon Silber mit der Mannschaft, ebenfalls bei den Europameisterschaften 2002 in Moskau.
2003 errang die Mannschaft mit ihm bei den Europameisterschaften in Bourges Silber.
Bei den Olympischen Spielen 2004 in Athen erhielt Pastore mit der Mannschaft Silber, im Einzel belegte er den 22. Platz. Für seine Olympiamedaille wurde ihm der Verdienstorden der Italienischen Republik verliehen.
2005 gewann er bei den Weltmeisterschaften in Leipzig Silber mit der Mannschaft,
2007 bei den Weltmeisterschaften in St. Petersburg holte die Mannschaft Bronze.
2008 erfocht die Mannschaft bei den Olympischen Spielen 2008 in Peking Bronze.
2009 war sein erfolgreichstes Jahr. Er wurde in Plowdiw Mannschaftseuropameister und gewann Bronze im Einzel,
bei den Weltmeisterschaften in Antalya holte er Silber mit der Mannschaft.
2011 wurde er in Sheffield erneut Mannschaftseuropameister, bei den Weltmeisterschaften in Catania Bronze mit der Mannschaft.